# Antodynerus incomparabilis
Antodynerus incomparabilis är en stekelart som beskrevs av Giordani Soika 1970. Antodynerus incomparabilis ingår i släktet Antodynerus och familjen Eumenidae. Inga underarter finns listade i Catalogue of Life.